# Công lí và định mệnh
Công lý và định mệnh (tiếng Hàn: 신의 저울; Romaja: Shinui Jeoeul) là một bộ phim truyền hình Hàn Quốc 2008 với sự tham gia của diễn viên Song Chang-Eui phim được chiếu trên SBS gồm 16 tập 

## Phân vai
- Song Chang-eui - Jang Jang Joon-Ha
- Lee Sang-yoon - Kim Woo-Bin
- Kim Yu-mi - Shin Young-Joo
- Jeon Hye-bin - No Seo-ra
- Oh Tae-kyung - Jang Yong Ha
- Yeon Woonkyung - mẹ của Joon Ha
- Lim Hye-sun - Oh Eun-ji
- Moon Sung-keun - Kim Hyuk Jae
- Kim Seo-ra - mẹ của Woo Bin
- Maeng Sang-hoon - Shin Dal-soo
- Choi Young-kyu - Moon Hak Bum
- Lee Hye-eun - Ko Sun-ah